# Wenec (obwód Szumen)
Wenec (bułg. Венец) – wieś w Bułgarii, w obwodzie Szumen, centrum administracyjne gminy Wenec. W 2024 roku liczyła 940 mieszkańców.

## Sport
- Futbołen Kłub Pałamara – klub piłkarski

## Osoby związane z miejscowością

### Urodzeni
- Sydika Achmedowa – bułgarsko-turecka piosenkarka
- Borił Kosew (1936) – bułgarski polityk